# یژی آنتچاک
یژی آنتچاک (لهستانی: Jerzy Antczak؛ زادهٔ ۲۵ دسامبر ۱۹۲۹) کارگردان فیلم، فیلم‌نامه‌نویس و کارگردان نمایش اهل لهستان است. وی نامزد دریافت جایزه اسکار بهترین فیلم بین‌المللی بود. وی استاد بازنشستۀ دانشگاه کالیفرنیا، لس آنجلس است.
از فیلم‌ها یا مجموعه‌های تلویزیونی که وی در آن‌ها نقش داشته‌است، می‌توان به گفتار پایانی نورنبرگ، کنتس کوزل، سه داستان، شوپن: میل به عاشقی و روزها و شب‌ها اشاره نمود.

## گزیدهٔ فیلم‌شناسی
- شوپن: میل به عاشقی (۲۰۰۲)
- مادام کاملیا (۱۹۹۵)
- روزها و شب‌ها (۱۹۷۵)
- گفتار پایانی نورنبرگ (۱۹۷۰)
- کنتس کوزل (۱۹۶۸)